# Фредерік Шульц
Фредерік Шульц (нім. Frederik Schulz) — німецький мікробіолог, першовідкривач нових видів вірусів.

## Біографія
У 2005—2009 роках вивчав біохімію у Вищій школі Мангейма. Здобув ступінь бакалавра. Після навчання 6 місяців працював у біохімічній лабораторії в місті Перт в Західній Австралії. Згодом вступив до Віденського університету. Паралельно з навчанням працював в університеті науковим співробітником. У 2015 році захистив ступінь доктора філософії. З січня 2016 року працює в Національній лабораторії Лоуренса у Берклі, Каліфорнія.

## Наукова діяльність
Займається вивченням метагеномних та одноядерних геномних даних для виявлення нових бактерій та вірусів.
У 2017 році під час аналізу метагеномних зразків донних відкладень, що взяті з резервуарів станції очистки стічних вод у місті Клостернойбург в Австрії, Шульц виявив новий велетенський вірус. Його назвали Klosneuvirus . Вірус має незвично великий геном з 1,57 млн пар основ. Разом з Klosneuvirus, у цих стічних водах ним описані також нові велетенські віруси менших розмірів: Indivirus, Catovirus та Hokovirus.